# Cyteen
Cyteen – powieść science fiction amerykańskiej pisarki C.J. Cherryh, opublikowana w 1988 roku przez Warner Books. W Polsce została wydana w trzech tomach w 2002 r. przez Wydawnictwo Solaris, w tłumaczeniu Jolanty Pers. Poszczególne tomy nosiły tytuły: Cyteen. Zdrada, Cyteen. Powtórne narodziny i Cyteen. Oczyszczenie. Książka w 1989 otrzymała nagrodę Hugo za najlepszą powieść oraz nagrodę Locusa dla najlepszej powieści s-f.
Książka jest częścią cyklu Era zbliżenia, w tym samym uniwersum rozgrywa się akcja powieści: Region Węża, Kupieckie szczęście, 40000 z Gehenny, Rimrunners, Punkt potrójny i Finity’s End.

## Fabuła
Akcja rozgrywa się na planecie Cyteen, stolicy Unii, gwiezdnego imperium. Ludzie tam mieszkający budują swą potęgę stosując najnowsze osiągnięcia biologii, genetyki i psychologii. Np. masowo klonuje się tu ludzi, tworząc z nich biologiczne roboty programowane za pomocą hipnotaśm. Gdy zamordowana zostaje rządząca Unią genialna i bezwzględna Ariana Emora jej następcy postanawiają wyprodukować jej klona. Powieść pokazuje walkę między zwolennikami a przeciwnikami dotychczasowych porządków oraz dorastanie klonu Ariane Emory.